# هلوملا داندالا
هلوملا داندالا (بالإنجليزية: Hlomla Dandala)‏ هو ممثل ومذيع ومخرج جنوب أفريقي. ولد يوم 22 سبتمبر 1974. بدأ التمثيل سنة 1995، ومثل في مسلسل إيزينديغو سنة 1998. وثم مثل في مسلسل جاكوب كروس في 2001 ومسلسل سكاندال في سنة 2008 وفيلم النهر في 2018. هلوملا هو ابن أسقف الكنيسة الميثودية في جنوب أفريقيا مفومي داندالا. وهو يتقن التكلم بخمس لغات الإنجليزية والأفريكانية والزولوية والخوسية والسوثوية.

## روابط خارجية
- هلوملا داندالا على موقع IMDb (الإنجليزية)
- هلوملا داندالا على موقع ألو سيني (الفرنسية)
- هلوملا داندالا على موقع قاعدة بيانات الفيلم (الإنجليزية)